# 램지 노아
램지 토쿤보 노아 주니어(영어: Ramsey Tokunbo Nouah Jr., 1970년 12월 19일 ~ )는 나이지리아 요루바족 출신의 배우이다. 2010년 아프리카 아카데미 영화상 남우주연상을 수상했다. 노아는 제너비브 나지, 오모톨라 잘라데 에케인데와 함께 놀리우드의 대표 배우이자 할리우드에도 진출한 배우이다.